# صموئيل نيكولاس
صموئيل نيكولاس (بالإنجليزية: Samuel Nicholas) هو ضابط أمريكي، ولد في 1744 في فيلادلفيا في الولايات المتحدة، وتوفي بنفس المكان في 27 أغسطس 1790 بسبب حمى صفراء.